# Massif du Donon, du Schneeberg et du Grossmann
Massif du Donon, du Schneeberg et du Grossmann este o arie protejată (sit de importanță comunitară — SCI) din Franța întinsă pe o suprafață de 3.151 ha, integral pe uscat.

## Localizare
Centrul sitului Massif du Donon, du Schneeberg et du Grossmann este situat la coordonatele 48°32′08″N 7°15′58″E / 48.53556°N 7.26611°E.

## Înființare
Situl Massif du Donon, du Schneeberg et du Grossmann a fost declarat arie specială de conservare în baza directivei 92/43 din 1992 referitoare la conservarea habitatelor naturale și a faunei și florei sălbatice pentru a proteja 3 specii de plante și 16 specii de animale.

## Biodiversitate
Situată în ecoregiunea continentală, aria protejată conține 22 de habitate naturale: Liziere de ierburi înalte hidrofile de câmpie și de nivel montan până la alpin, Turbării active, Izvoare petrifiante cu formare de travertin (Cratoneurion), Grohotișuri silicioase medio-europene, la altitudine înaltă, Pante stâncoase silicioase cu vegetație casmofită, Păduri de fag din Europa Centrală dezvoltate pe sol calcaros cu Cephalanthero-Fagion, Păduri de stejar sau de stejar și carpen sub-atlantice și medio-europene de Carpinion betuli, Păduri pe pante, grohotișuri și ravene de Tilio-Acerion, Mlaștini împădurite, Păduri acidofile de Picea de la nivel montan la nivel alpin (Vaccinio-Piceetea), Mlaștini oligotrofe degradate, capabile încă de regenerare naturală, Păduri de stejar și carpen Galio-Carpinetum, Pajiști uscate seminaturale și facies de acoperire cu tufișuri pe substraturi calcaroase (Festuco-Brometalia) (* situri importante pentru orhidee), Păduri de fag Luzulo-Fagetum, Cursuri de apă de la nivel de câmpie la nivel montan, cu vegetație Ranunculion fluitantis și Callitricho-Batrachion, Fânețe de joasă altitudine (Alopecurus pratensis, Sanguisorba officinalis), Fânețe montane, Păduri de fag Asperulo-Fagetum, Păduri aluvionare cu Alnus glutinosa și Fraxinus excelsior (Alno-Padion, Alnion incanae, Salicion albae), Pajiști uscate europene, Formațiuni ierboase bogate în specii de Nardus, dezvoltate pe substraturi silicioase în zone montane (și în zone submontane, în Europa continentală), Pajiști cu Molinia pe soluri calcaroase, turboase sau argilos-nămoloase (Molinion caeruleae).
La baza desemnării sitului se află mai multe specii protejate:
- plante (3): Buxbaumia viridis, mușchi (Dicranum viride), Trichomanes speciosum
- mamifere (6): liliac cârn (Barbastella barbastellus), râs eurasiatic (Lynx lynx), liliac cu urechi mari (Myotis bechsteinii), liliac cărămiziu (Myotis emarginatus), liliac comun (Myotis myotis), liliacul mic cu potcoavă (Rhinolophus hipposideros)
- nevertebrate (6): Coenagrion mercuriale, fluturele auriu (Euphydryas aurinia), Euplagia quadripunctaria, rădașcă (Lucanus cervus), fluturele purpuriu (Lycaena dispar), Osmoderma eremita
- pești (4): zglăvoacă (Cottus gobio), cicar (Lampetra planeri), Petromyzon marinus, somonul (Salmo salar)

Pe lângă speciile protejate, pe teritoriul sitului au mai fost identificate 55 de specii de plante, 6 specii de păsări.